# Kurt-Wabbel-Stadion

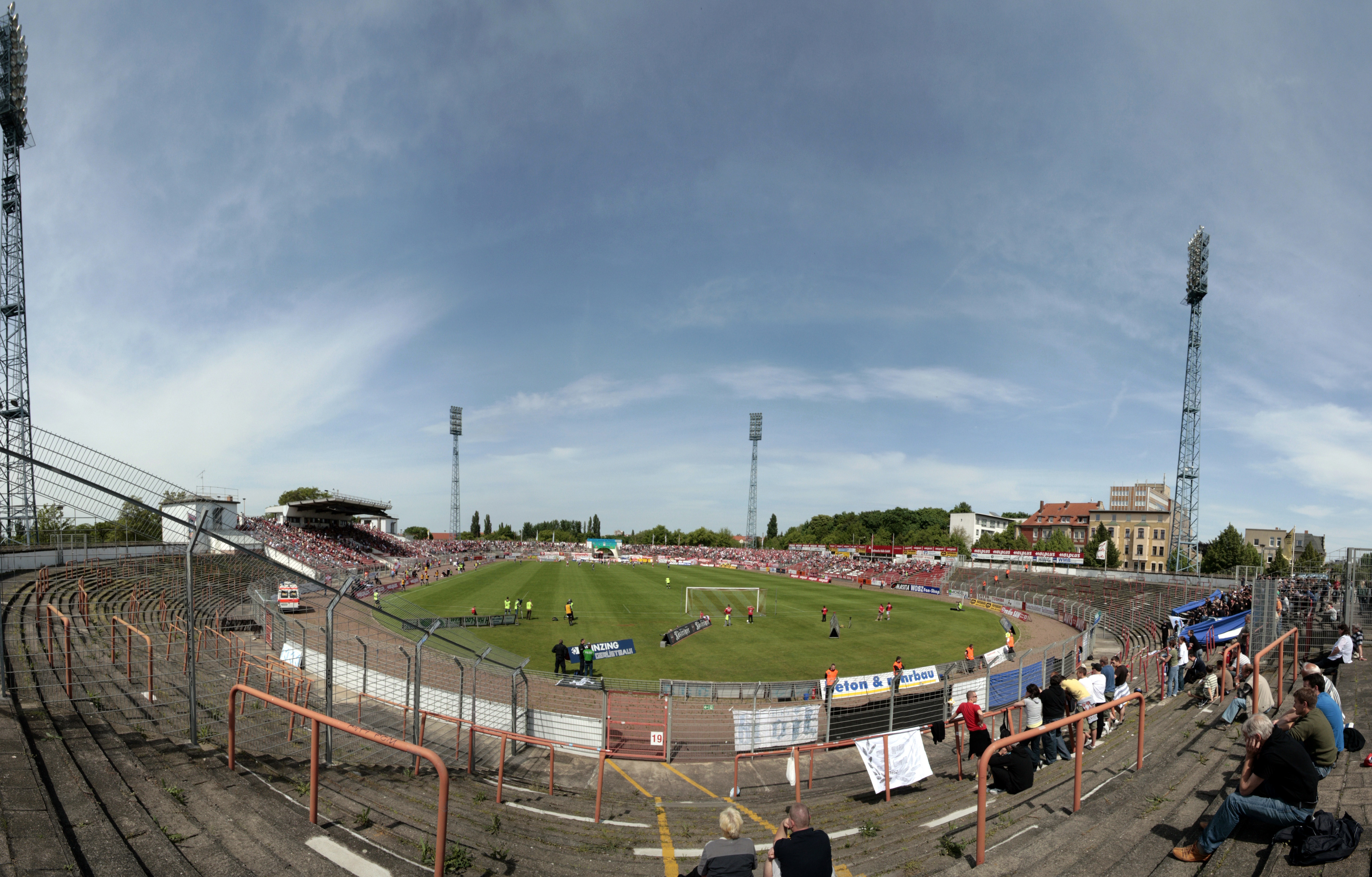
Kurt-Wabbel-Stadion en 2009 durante un partido del Hallescher FC

El estadio Kurt Wabbel era un estadio de fútbol con instalaciones de atletismo en la ciudad de Halle (Saale) en Sajonia-Anhalt. En su larga historia, el estadio albergó numerosas competiciones en diversos deportes. Sirvió como el hogar del club de fútbol Halle. La instalación era propiedad de la ciudad de Halle y estaba ubicada en el centro de la ciudad. Estaba equipado con césped, dos tribunas cubiertas, una pista de atletismo de 400 m un sistema de iluminación. Tenía una capacidad nominal de alrededor de 15,000 espectadores.

## Historia
Inaugurado en 1923, fue nombrado después del final de la Segunda Guerra Mundial en honor de Kurt Wabbel,un deportista, funcionario sindical y político miembro del partido comunista. El nombre fue controvertido después del colapso de la RDA, pero permaneció hasta que el estadio fue demolido.
Antes de la Segunda Guerra Mundial, el FC Wacker 1900 Halle era uno de los clubes de fútbol de Alemania Central más fuertes; en la temporada 1920/21, el club se convirtió en campeón de Alemania Central. La ciudad de Halle comenzó en 1921 con la construcción de un estadio con el nombre de Mitteldeutsche Kampfbahn bajo la dirección del concejal de construcción de la ciudad Wilhelm Jost. Debido a dificultades en el financiamiento, el estadio con una capacidad total de 32,000 personas de pie y 3,000 asientos no pudo ser inaugurado hasta el 22 de agosto de 1936. El ayuntamiento nacionalsocialista había decidido previamente dar a las instalaciones deportivas el nombre de Kampfbahn de la ciudad de Halle. En 1939 el nombre fue cambiado a Horst-Wessel-Kampfbahn. El estadio se convirtió en uno de los lugares deportivos más importantes del centro de Alemania, en el que, además del fútbol, se celebraron campeonatos de ciclismo, box y atletismo.
En lugar del nombre nacionalsocialista, el estadio recibió el nombre actual de Kurt Wabbel Stadium atleta y funcionario de la unión comunista y concejal de la ciudad que había muerto en el campo satélite Wernigerode del campo de concentración de Buchenwald en 1944. Desde la década de 1960, el estadio se usó en gran medida solo para partidos de fútbol jugados por el club de fútbol más grande de HFC Chemie que incluyó juegos de campeonato europeo contra PSV Eindhoven y Torpedo Moscú, además de los juegos de campeonato normales. Las finales de la Copa FDGB se jugaron en el estadio Kurt Wabbel en 1949, 1968 y 1971.
Después de que la pista de atletismo se renovara en 1956 y se construyera la primera tribuna en 1961, el estadio se iluminó en 1969 para cumplir con los requisitos internacionales. El nuevo sistema de reflectores se inauguró el 5 de octubre de 1969 con el juego amistoso HFC Chemie contra Górnik Zabrze frente a 20,000 espectadores. En 1975, el rendimiento del sistema de reflector se incrementó a 850 lux y la comodidad del estadio se mejoró con el techado de 300 asientos. Seis años después, se instalaron otros 500 asientos en la recta de atrás.
En un derbi de los dos equipos de fútbol de Halle, Hallescher FC y VfL Halle 1896, el 26 de septiembre de 1997, tres espectadores murieron y otros siete resultaron heridos cuando un paracaidista cayó en el área de pago. El paracaidista que murió era parte de un grupo de diez saltadores que debían traer la pelota al campo, pero su paracaídas no se abrió. Una placa en la pared del estadio conmemora el trágico accidente.

## Nuevo Estadio
El 26 de noviembre de 2008, después de largas discusiones, el Ayuntamiento de Halle decidió demoler el estadio Kurt Wabbel y construir un moderno estadio de fútbol con 15,000 asientos. El antiguo estadio fue demolido en 2010. El muro exterior y los arcos, que ya estaban ubicados en el estadio Kurt Wabbel, construido en 1936, y las estatuas de los trabajadores, que habían sido transferidas de Thingplatz Brandberge al estadio en 1951, se conservaron e integraron en el nuevo edificio. El nuevo estadio de fútbol llamado Erdgas Sportpark se terminó en septiembre de 2011 y costó alrededor de 17,5 millones de euros. El juego oficial de apertura tuvo lugar el 20 de septiembre de 2011 entre HFC y HSV (1: 4).

## Partidos de fútbol jugados
| Fecha                   | Rivales                         | Resultado | Asistencia |
| 28 de mayo de 1975      | Alemania Democrática – Polonia  | 1:2       | 20.000     |
| 4 de octubre de 1978    | Alemania Democrática – Islandia | 3:1       | 12.000     |
| 19 de noviembre de 1980 | Alemania Democrática – Hungría  | 2:0       | 14.000     |
| 13 de noviembre de 1983 | Alemania Democrática – Escocia  | 2:1       | 18.000     |
| 30 de marzo de 1988     | Alemania Democrática – Rumania  | 3:3       | 06.500     |
- Datos: Q876846
- Multimedia: Kurt-Wabbel-Stadion / Q876846